# 누나의 자전거
《누나의 자전거》는 1984년 5월 4일에 방영된 KBS 1TV 청소년문학관 시리즈 중 세 번째 작품이다.

## 줄거리
인호는 두 달 전 어머니가 암으로 돌아가시고 아버지는 그 일로 술만 먹으며 아이들을 돌보지 않는다. 어쩔 수 없이 인호는 동생 인철를 돌보며 집안 일을 해야만 한다. 어느 날 두부 심부름을 간 동생이 떨어진 지갑을 주워 도망가고, 지갑 주인인 미연은 그 아이의 집으로 찾아오면서 인호와 만나게 된다. 인호는 미연에게 돈은 꼭 갚겠다는 약속을 하고, 돈을 갚기 위해 열심히 구두닦이를 한다. 미연은 자전거 선수가 되고 싶지만 부모님은 일류대학을 들어가길 원하지만 실력이 되지 않아 공부하기가 벅차다.

## 등장 인물

### 주요 인물
- 민태원 : 인호 역
- 백현숙 : 미연 역
- 임동진 : 인호의 아버지 역
- 반효정 : 미연의 어머니 역
- 김성원 : 미연의 아버지 역

### 그 외 인물
- 윤덕용 : 동네가게 할아버지 역
- 연운경 : 인호의 어머니 역
- 양미경
- 원유재
- 홍영자
- 이제신 : 식당 주인 역
- 오중훈